# Lolotla (kommun i Mexiko)
Lolotla är en kommun i Mexiko.   Den ligger i delstaten Hidalgo, i den sydöstra delen av landet, 180 km norr om huvudstaden Mexico City. Antalet invånare är 9 541.
Följande samhällen finns i Lolotla:
- Lototla
- Tolago
- Xalcuatla
- Xuchitlán
- Chantasco
- Tlaltepingo
- El Barco
- Huitznopala
- Contepec
- Santiago
- Comontla
- La Florida